# Gare de Tsu
La gare de Tsu (津駅, Tsu-eki) est une gare ferroviaire de la ville de Tsu, dans la préfecture de Mie au Japon. Elle est exploitée par les compagnies JR Central, Kintetsu et Ise Railway. Il s'agit de la gare au nom le plus court de tout le Japon.

## Situation ferroviaire
La gare de Tsu est située au point kilométrique (PK) 15,5 de la ligne principale Kisei et au PK 66,5 de la ligne Kintetsu Nagoya. Elle marque la fin de la ligne Ise.

## Historique
La gare de Tsu a été inaugurée le 31 décembre 1891. 

## Service des voyageurs

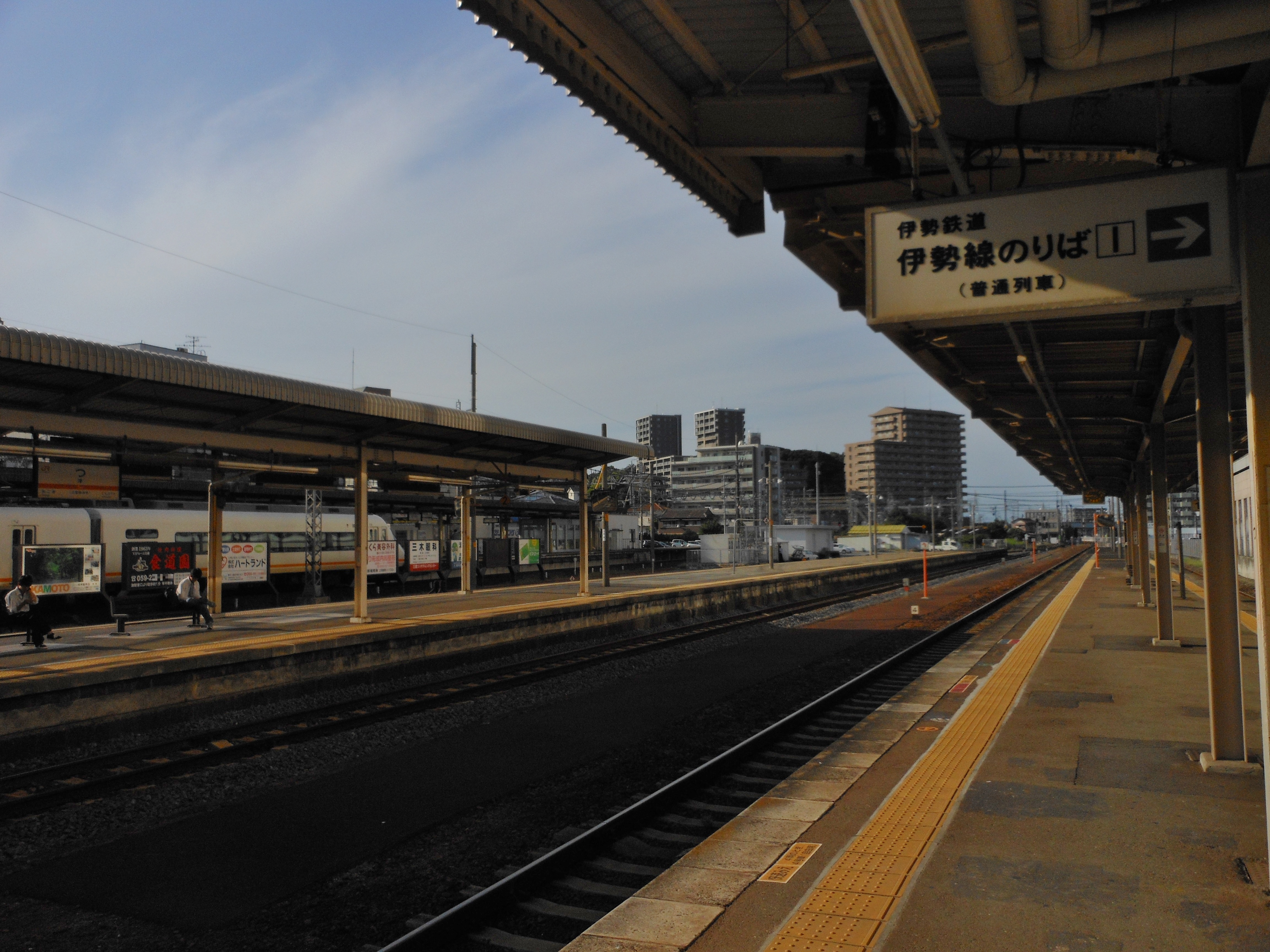
Vue des quais.

### Accueil
La gare dispose d'un bâtiment voyageurs, avec guichets, ouvert tous les jours.

### Desserte

#### Ise Railway
- Ligne Ise :
  - voie 1 : direction Yokkaichi

#### JR Central
- Ligne principale Kisei :
  - voies  2 et 4 : direction Matsusaka, Shingū et Iseshi
  - voies 3 et 4 : direction Kameyama et Nagoya (par la ligne Ise)

#### Kintetsu
- Ligne Kintetsu Nagoya :
  - voie 5 : direction Ise-Nakagawa, Osaka-Namba, Ujiyamada et Kashikojima
  - voie 6 : direction Kintetsu-Nagoya